# Markus Tiedemann
Markus Tiedemann, född 1970, disputerad lärare i filosofi och etik från Hamburg. Han skrev bland annat Förintelsen och förnekarna (ISBN 91-40-64225-9).